# Wszystko na sprzedaż
Wszystko na sprzedaż – polski film psychologiczny z 1969 w reżyserii i według scenariusza Andrzeja Wajdy. Produkcja została zrealizowana przez Zespół Realizatorów Filmowych „Kamera".
Głównym tematem filmu jest tragiczna śmierć Zbigniewa Cybulskiego (niewspominanego w filmie z imienia i nazwiska), rozpatrywana z punktu widzenia jego bliskich oraz współpracowników. W na poły dokumentalnym filmie Wajdy, gdzie rolę reżysera odgrywa Andrzej Łapicki, pod własnymi imionami występują aktorzy Beata Tyszkiewicz, Elżbieta Czyżewska, Daniel Olbrychski i Bogumił Kobiela.
Wszystko na sprzedaż jest filmem autotematycznym, który porusza problematykę granic możliwości tworzenia „filmu w filmie”, a także dzieła aktorskiego poświęconego niedawno zmarłej osobie. Film wywołał burzliwe reakcje krytyków, przyczyniając się jednocześnie do utrwalenia mitu kreacji Cybulskiego w polskiej kulturze filmowej. Odnajdywano w nim inspiracje francuską Nową Falą oraz sztuką pop-artu.

## Fabuła
W czasie realizacji nieokreślonego filmu na planie nie zjawia się Aktor, który miał grać główną rolę. Reżyser imieniem Andrzej, który jeszcze nie wie o śmierci tegoż aktora, filmuje scenę z własnym udziałem, wykonując karkołomny skok do pociągu. Ela – żona aktora – oraz Beata – żona Andrzeja – starają się go odnaleźć. Zastanawiają się razem z Andrzejem, gdzie Aktor się podziewa.
Po dniu zdjęciowym odbywa się przyjęcie, podczas którego Ela pada ofiarą upokorzenia ze strony zebranych gości; tańczy energicznie, rozdrażniona i samotna. Kiedy opuszcza przyjęcie, rozmawia z Andrzejem na temat swojego poczucia osamotnienia i tego, że pragnie być kochana przez ludzi. Gdy część nietrzeźwych gości po przyjęciu wsiada na karuzelę, Ela dokonuje na nich symbolicznej zemsty, włączając silnik i obserwując, jak goście obracają się wkoło bez możliwości wydostania się z karuzeli.
Gdy Beata i Ela, jadąc samochodem, wymieniają się wspomnieniami o Aktorze, nagle dowiadują się z komunikatu radiowego o jego tragicznej śmierci. Zapada cisza. Kobiety wysiadają na miejscu zdarzenia i biegną wzdłuż torów kolejowych, gdzie dostrzegają milicjantów przeprowadzających oględziny wypadku ze skutkiem śmiertelnym.
Po pogrzebie Andrzej rozmawia z przyjaciółmi zmarłego: Bobkiem oraz obiecującym aktorem Danielem, któremu proponuje odegranie głównej roli przeznaczonej dla Aktora. Daniel otrzymuje kubek, który był pamiątką po zmarłym, oraz legendarną kurtkę tegoż. Już na planie zdjęciowym Daniel dostrzega galopujące stado koni. Spontanicznie ucieka z planu, goniąc za końmi. Reżyser prosi wówczas jednego ze swych asystentów, Witka, aby ten natychmiast spróbował uchwycić uciekającego Daniela w kadrze.

## Obsada
Opracowano na podstawie materiału źródłowego:
- Beata Tyszkiewicz – Beata
- Elżbieta Czyżewska – Ela
- Andrzej Łapicki – Andrzej
- Daniel Olbrychski – Daniel
- Witold Holtz(inne języki) – Witek
- Małgorzata Potocka – „Mała”
- Elżbieta Kępińska – aktorka w teatrze
- Bogumił Kobiela – Bobek
- Irena Laskowska – żona leśniczego
- Tadeusz Kalinowski – leśniczy
- Wiesław Dymny – Wiesio
- Witold Dederko – taksówkarz
- Andrzej Kostenko – Kostek
- Tadeusz Baljon – kierownik produkcji filmu
- Jacek Domański – chłopak na pogrzebie Aktora
- Karolina Wajda – córka Andrzeja i Beaty

## Produkcja

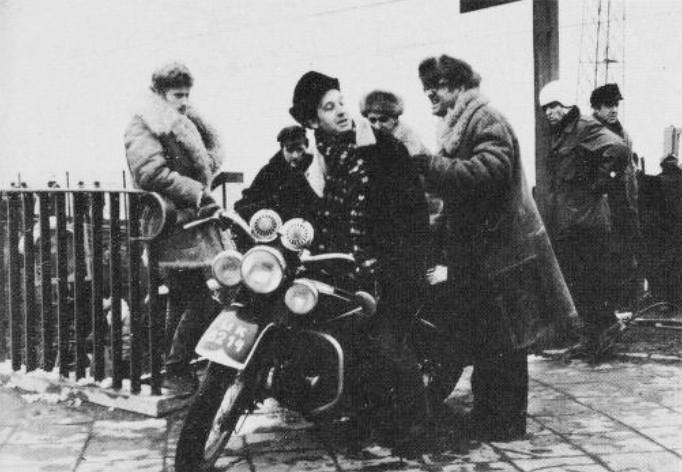
Andrzej Wajda (na motocyklu) podczas realizacji filmu Wszystko na sprzedaż

W styczniu 1967 Zbigniew Cybulski zginął pod kołami pociągu, do którego próbował wskoczyć. Wajda długo uznawał Cybulskiego za jednego z najwybitniejszych polskich aktorów, nie był jednak pierwszym realizatorem, który zmierzył się z pustką po śmierci odtwórcy głównej roli w Popiele i diamencie (1958). Analizy spuścizny pokoleniowej Cybulskiego podjął się Jan Laskowski w filmie montażowym Zbyszek, który miał być „hołdem złożonym pamięci Zbyszka i filmem Zbyszka o jego bohaterze i o sobie”. Wajda jednak poszedł dalej, próbując zrealizować film fabularny – jak to ujmował Rafał Marszałek – „bez klasycznie rozumianej fabuły”. Celem Wajdy nie był film biograficzny o Cybulskim, gdyż, jak uważał reżyser, „istotą aktora jest przecież jego osobowość i żadna osobowość innego aktora jej nie zastąpi”. Zamiast filmu biograficznego poświęconego tragicznie zmarłemu Cybulskiemu Wajda planował stworzyć utwór poświęcony aktorowi, który przejmuje schedę po filmowym Maćku Chełmickim. Tym aktorem okazał się Daniel Olbrychski.
W przeciwieństwie do dotychczasowych filmów stworzonych przez Wajdę scenariusz do Wszystko na sprzedaż napisał on sam. Tytuł projektu planowanego filmu nawiązywał do zapamiętanego przez reżysera obrazu stojącego przy autostradzie hinduskiego biedaka, który próbuje sprzedać wszystko, co posiada. Wajda twierdził po latach: „[...] chciałbym, gdy będę już żegnał się z kinem, zrobić taki film: oto sprzedaję wszystko, co mi się przez te lata uzbierało, ogłaszam wyprzedaż”. Jeszcze w lipcu 1967 o produkcji takiego filmu – jak wynikło ze spotkania Wajdy z szefem kinematografii Tadeuszem Zaorskim – nie było mowy. Jednak dzięki pozytywnym opiniom Jerzego Bossaka i Bolesława Michałka scenariusz został skierowany do realizacji. Film początkowo miał nosić tytuł Dzień kobiet, jednak wskutek wydarzeń z marca 1968 (pałowanie kobiet przez milicję) zmieniono go na Wszystko na sprzedaż, który zasugerowała Beata Tyszkiewicz, ówczesna żona Wajdy.
W roli reżysera Andrzeja, alter ego Wajdy, wystąpił Andrzej Łapicki. Wajda rozważał zagranie samego siebie, ale uważał, że jako aktor nie podołałby tej roli. W rolę żony filmowego reżysera wcieliła się Beata Tyszkiewicz, a żonę Aktora uosabiała Elżbieta Czyżewska, ówcześnie poddawana nagonce prasowej ze względu na żydowskie pochodzenie jej męża Davida Halberstama w momencie wzmożonych antysemickich nastrojów w Polsce. Wyjątkowo na prośbę reżysera Czyżewska powróciła ze Stanów Zjednoczonych (gdzie przebywała po wybuchu nagonki antysemickiej), a zaraz po zakończeniu zdjęć wyjechała z powrotem do Nowego Jorku. W rolach asystentów reżysera, posługujących się różnymi technikami operatorskimi, Wajda planował obsadzić Jerzego Skolimowskiego i Andrzeja Kostenkę; pierwszy z nich uosabiał przełom nowofalowy w polskim kinie, drugi zaś miał reprezentować estetyzujący prąd artystyczny na miarę modnego w momencie powstania filmu Claude’a Leloucha. Jednak Skolimowski nie mógł pojawić się w filmie, więc zastąpił go Witold Holtz.
Wstępna faza zdjęć trwała od 11 lutego do 22 kwietnia 1968. Jako pierwszą scenę Wajda nakręcił wizytę reżysera Andrzeja na planie filmu Pan Wołodyjowski (1968), aby wykorzystać kończący się okres zdjęciowy do filmu autorstwa Jerzego Hoffmana. Ostatnią nakręconą sceną była rozmowa z Elżbietą Kępińską w Teatrze Ateneum. Jednak w połowie lipca, już podczas prac montażowych, reżyser nakręcił dwie sceny nawiązujące do mitu Cybulskiego: scenę w leśniczówce z rekwizytem w formie „okupacyjnego” kubka oraz scenę opłakiwania tragicznie zmarłego aktora przez teatralną kasjerkę. Jako plenery wykorzystano Warszawę („Kamieniołomy”, Związek Polskich Artystów Plastyków, Osiedle „Panieńska” na Pradze, komorę wodną przy ul. Kłopotowskiego, Most Gdański), Bogusławice oraz stację kolejową Racot pod Poznaniem. Zdjęcia do filmu nakręcił Witold Sobociński na taśmie Eastmancolor, w formacie panoramicznym . Montażu filmu dokonała Halina Prugar-Ketling. Premiera Wszystkiego na sprzedaż odbyła się 21 stycznia 1969.

### Wydania
W 2003 nakładem amerykańskiego wydawnictwa Vanguard Cinema film Wszystko na sprzedaż ukazał się na płytach DVD; edycja ta obsługuje technologię Dolby Digital 5.1. W 2007 polski dystrybutor Vision Film wydał dzieło Wajdy na tym samym nośniku. W marcu 2013 w ramach projektu KinoRP miała miejsce premiera zrekonstruowanej cyfrowo wersji filmu, dofinansowanej przez Polski Instytut Sztuki Filmowej, Ministerstwo Kultury i Dziedzictwa Narodowego, a także Studio Filmowe „Kadr” dysponujące prawami autorskimi do filmu. W 2017 odnowiona wersja Wszystkiego na sprzedaż ukazała się w edycji kolekcjonerskiej dzieł Wajdy, wydanej nakładem Cyfrowego Repozytorium Filmowego.

## Odbiór
Film Wszystko na sprzedaż został pozytywnie przyjęty przez polskich krytyków. W rubryce Dziewięciu gniewnych ludzi czasopisma „Film” przeważały oceny „bardzo dobre” i „celujące” w skali szkolnej, z czego najwyższe noty wystawili dziełu Wajdy Stanisław Grzelecki, Stanisław Janicki oraz Jerzy Płażewski. 
Krzysztof Teodor Toeplitz uznał Wszystko na sprzedaż za „bezsprzecznie ważny punkt zwrotny w dziele [Wajdy]” oraz próbę zakwestionowania zarówno dotychczasowego dorobku reżysera, jak i mitu narosłego wokół Cybulskiego. Bolesław Michałek pisał o reżyserze: „Wajda nie jest filozofem, lecz prawdziwym artystą. Mówi on jedynie o tym, że w chwili śmierci szybko zapomina się o człowieku – przykry stan rzeczy, ale prawdziwy”. Francuski krytyk Michel Ciment z „Positif” wypowiedział się o filmie następująco: „Widzimy artystę wyzwalającego się z totalnej sklerozy, która opanowała jego kraj. Wyzwala się on przez powrót do samego siebie, świadczący o głębokiej odnowie”. Również Colin MacArthur z czasopisma „Sight & Sound” dostrzegł w filmie Wajdy rozliczenie ze swoją dotychczasową, hermetyczną twórczością; w opinii MacArthura Wajda stał się wraz z realizacją Wszystkiego na sprzedaż filmowcem transnarodowym. Krzysztof Mętrak, piszący dla „Filmu”, uznał dzieło Wajdy za film „znakomity i wyjątkowy, żeby nie powiedzieć prekursorski”, otwarcie porównując je do Ośmiu i pół (1963) Federica Felliniego. Marcel Martin w recenzji dla „Cinéma 71” uznał Wszystko na sprzedaż za „najlepszy film Wajdy”. 
Części krytyków autotematyzm Wszystkiego na sprzedaż się nie podobał. Louis Marcorelles z „Le Monde” postawił dziełu Wajdy zarzut autotematycznej „kokieterii”, podczas gdy Philip Strick na łamach „The Monthly Film Bulletin” oskarżał reżysera o „sprzedawanie śmierci Cybulskiego”. Joanna Guze w recenzji dla „Filmu” stwierdziła, iż „w filmie jest kilka scen niekoniecznych dla akcji, a z punktu widzenia harmonii całości i jej stylu (dobrego stylu) nawet drażniących”. Zygmunt Kałużyński dla „Polityki” pisał, iż w filmie Wajdy nie ma „próby analizy, skąd wzięła się magia aktora, dlaczego uważano go za swojego, za reprezentatywnego, za typowego dla pokolenia itd.” ; dodatkowo Kałużyński stwierdził, że Wszystko na sprzedaż jest „dziełem połowicznym nie bez tonu fałszywego”, które w zbyt pozytywnym świetle przedstawia środowisko artystyczne skupione wokół tragicznie zmarłego aktora .
Po latach film oceniano pozytywnie. Bartosz Kwieciński uznał, że Wszystko na sprzedaż jest „jednym z najważniejszych filmów dekady”, który „łączy okres szkoły polskiej z zaangażowanymi politycznie filmami realizowanymi przez Wajdę w Zespole X”. Jan F. Lewandowski ocenił film Wajdy jako „prawdziwy i przejmujący” rozrachunek z jego dotychczasową twórczością. Zdaniem Roberta Birkholca „twórca Popiołu i diamentu potrafi przekształcić sumę osobistych refleksji i doświadczeń w intrygujące dzieło o skomplikowanej relacji między sztuką a rzeczywistością” .

## Analizy i interpretacje
Sebastian Jagielski zauważał, że we Wszystko na sprzedaż Wajda posłużył się zarówno estetyką wyniesioną wprost z francuskiej „nowej fali¨, jak i elementami pop-artu. Jagielski zwrócił uwagę również na autotematyzm roli Elżbiety Czyżewskiej. Aktorka, poddana ostracyzmowi po powrocie ze Stanów Zjednoczonych, w swej roli ekranowej również zmaga się z wykluczeniem: „kamera rejestruje zawistne spojrzenia, miny i grymasy salonu [...] Splendor miesza się z rozpaczą”. Zemsta Eli na rozbawionej elicie na karuzeli była interpretowana jako uwspółcześniona wersja chocholego tańca, a także jako odniesienie do rzeczywistości pomarcowej.
Tadeusz Lubelski zwrócił uwagę na inny aspekt filmu. Według niego Wszystko na sprzedaż jest hołdem złożonym nie tylko Cybulskiemu, ale również malarzowi Andrzejowi Wróblewskiemu, którego cykl Rozstrzelań został uchwycony w trakcie produkcji filmu. Tak samo jak Cybulski, Wróblewski był rówieśnikiem reżysera, a obaj zmarli artyści reprezentowali etos inteligencki, „oznaczający odpowiedzialność za innych”. Tadeusz Miczka odnajdywał w filmowej postaci reżysera – porte-parole twórcy – odniesienia do tradycji malarskiej reprezentowanej między innymi przez Jana van Eycka i Diego Velázqueza.
Węgierski historyk András Bálint Kovács zaliczył Wszystko na sprzedaż do późnomodernistycznego etapu twórczości Andrzeja Wajdy, który miał przypadać na lata 1966–1972 i obejmować również takie filmy, jak Krajobraz po bitwie (1970), Piłat i inni (1971) oraz Wesele (1972).